# 2504-es mellékút (Magyarország)
A 2504-es számú mellékút egy bő 17 kilométer hosszú, négy számjegyű mellékút Heves és Borsod-Abaúj-Zemplén vármegyék határvidékén.

## Nyomvonala
Az út Eger belvárosa és a Felsővárosa határán ágazik ki a 25-ös főút 15+900-as kilométerszelvényénél lévő Ráckapu téri viaduktja alatt kialakított körforgalmi jellegű csomópont 25 604-es számú keleti felhajtó ágából. Első szakaszán keresztezi az Eger-patakot, elhalad Cifrahóstya és Tetemvár városrészek mellett, Egervár megállóhelynél keresztezi az Eger–Putnok-vasútvonalat, majd Vécseyvölgy városrészben húzódik tovább, északkeleti irányban. Innentől kezdve mintegy 8 kilométeren keresztül ez marad a fő iránya is.
Nyolcadik kilométere után éri el Noszvaj területét, a település első házaival a kilencedik kilométerénél találkozik, a központját pedig a 11. kilométer után éri el. Rövidesen beletorkollik nyugat felől az egyébként déli irányból érkező 2509-es út (a már Borsod-Abaúj-Zemplén vármegyei Szomolya felől), a 2504-es pedig tovább folytatódik délkeleti irányban, és nem sokkal azután, hogy Noszvajt elhagyja, átlépi a vármegyehatárt. Bogács község belterületén ér véget, beletorkollva a 2511-es útba, annak 9+900-as kilométerszelvénye közelében.
Az országos közutak térképes nyilvántartását szolgáló kira.gov.hu adatbázisa szerint a teljes hossza 17,124 kilométer.

## Települések az út mentén
- Eger
- Noszvaj
- Bogács